# گلنمور (اوهایو)
گلنمور (به انگلیسی: Glenmoor) یک منطقهٔ مسکونی در ایالات متحده آمریکا است که در شهرستان کلمبیانا، اوهایو واقع شده‌است. گلنمور ۷٫۲ کیلومتر مربع مساحت و ۱٬۹۸۷ نفر جمعیت دارد و ۳۴۲ متر بالاتر از سطح دریا واقع شده‌است.